# Heker
Héker (angleško hacker [hêk'r]) je izraz, ki označuje več subkultur in skupnosti računalniških zanesenjakov. Danes se izraz "heker" največkrat uporablja v zvezi z ljudmi, ki se ukvarjajo z vdori oziroma nepooblaščenimi dostopi v računalniška omrežja in zaobhajanju varnostnih sistemov le-teh iz različnih vzrokov (zaslužek, aktivizem, pridobivanje informacij, iskanje pomanjkljivosti v varnostnem sistemu).

## Motivi hekerskih vdorov
Motivi hekerskih vdorov so različni, in sicer:
- finančni motiv - zaslužek,
- politični ali socialno-družbeni motiv - aktivizem,
- izziv - želja po dokazovanju svojih spretnosti,
- maščevanje (za razliko od drugih motivov, je ta lahko zelo nevaren, saj je zaradi čustev zamegljena presoja, zato se pojavi želja po škodovanju drugi osebi).

Najpogosteje gre za zaslužek in dokazovanje. 

## Vrste hekerskih vdorov
Hekerji ne delujejo na isti način, zato poznamo različne vrste hekerskih vdorov. Spodaj so predstavljeni nekateri od najpogostejših vdorov.

### Spoofing
Spoofing bi lahko opredelili kot tehniko lažnega predstavljanja napadalčevega sistema, ki se napadenemu sistemu predstavi kot zaupanja vreden in preko zlorabe zaupanja (pridobitve osebnih podatkov) hekerju omogoči dostop do sistema. 
Poznamo več vrst spoofinga, in sicer:
- DNS spoofing,
- ID spoofing,
- Web spoofing.

### Spyware
Spyware je programska oprema, ki zbira podatke o posameznikovih spletnih navadah ter jih posreduje avtorju. Pogosto je vključena v druge aplikacije in se na računalnik namesti brez vednosti uporabnika. Glavni namen Spyware programske opreme je torej pridobiti nedovoljene informacije o uporabniku, pogosto pa je namenjena tudi prikazovanju oglasov in preusmerjanju spletnih brskalnikov.

### Napad za zavrnitev storitve
DoS (angleško Denial Of Service) ali zavrnitev storitve je proces, ki so ga hekerji začeli uporabljati okoli leta 2000, svoj razcvet pa je doživel leta 2002. Heker iz svojega računalnika pošlje na napaden računalnik (navadno strežnik) ogromno količino podatkov s čimer se delovanje računalnika zelo upočasni. Tarče so navadno tisti strežniki, ki gostijo spletne strani. 
Podoben napad je tudi DDoS (Distributed Denial of Service) ali porazdeljena zavrnitev storitve. Pri napadu DDos heker prav tako na naš računalnik pošilja veliko količino podatkov, le da tega ne počne iz svojega računalnika temveč iz tako imenovanih »zombi računalnikov«, ki si jih podredi z namenom napada druge tarče.

## Vrste hekerjev
Tudi hekerji kot taki se delijo na različne skupine. Poznamo več različnih delitev, najpogosteje pa se delijo na bele hekerje (White hat hackers), sive hekerje (Grey hat hackers) in črne hekerje (Black hat hackers). Razlika med njimi je spoštovanje zakonov ter etičnih pravil ter razlogi oziroma motivi, zakaj se hekanje/vdiranje pojavlja. 

### Beli ali etični hekerji (White hat hackers)
Beli ali etični hekerji so računalniški strokovnjaki, ki se ukvarjajo s testiranjem varnosti informacijskih sistemov. V sisteme vdirajo zato, da preizkušajo in nadgrajujejo ter predvsem zagotavljajo varnost informacijskih sistemov organizacij. So popolno nasprotje Black hat hekerjev, saj spoštujejo pravila in hekersko etiko.

### Sivi hekerji (Grey hat hackers)
Sivi hekerji so hekerji in računalniški strokovnjaki, ki občasno prekršijo nekatera pravila in etike ter zakonov ne spoštujejo popolnoma, vendar v sisteme ne vdirajo zlonamerno, kot to počnejo Black hat hekerji. Z vdiranjem se največkrat ukvarjajo zaradi pomoči (ali po naročilu) organizacijam.

### Črni hekerji (Black hat hackers)
So hekerji, ki zlorabljajo internetno varnost in vdirajo v sisteme, največkrat zaradi osebne zabave, dosežkov, (političnega) sporočila ali zaslužka. Black hat hekerji so predstavniki stereotipnih ter ilegalnih hekerjev, ki ne spoštujejo hekerske etike, pravil in zakonov. V omrežja vdirajo z namenom, da bi sistem uničili, onesposobili ali ukradli zaupne podatke.

## Znani hekerji
- Kevin David Mitnick je ameriški računalniški svetovalec in heker. S hekanjem je začel že pri 12. Letih in pri 15 uspešno prevaral avtobusni sistem v Los Angelesu. V srednji šoli je že znal vdirati v telefone, kmalu po tem pa je začel vdirati v omrežja najbolj znanih podjetij (Nokia, Motorola, IBM, Siemens). Takrat je veljal za najbolj iskanega kiberkriminalca na svetu. Zaradi vdorov je bil zaprt kar dvakrat, danes pa vodi svoje podjetje, ki deluje na področju varnost na internetu. O njegovi zgodbi so posneli tudi film Track Down.
- Albert Gonzalez je heker, ki je že pri 14 letih vdrl v Naso, zaradi česar so njegovo šolo obiskali agenti FBI. Ustanovil je tudi spletno stran Shadowcrew.com, na kateri so lahko člani kupovali in preprodajali ukradene številke bančnih računov, kreditne kartice, lažne potne liste in druge ponarejene izkaznice. Aretiran je bil leta 2008, v zaporu pa bo ostal vsaj do leta 2025.
- Jonathan James je bil ameriški heker, povezan tudi z Gonzalezom. Vdrl je v Nasine sisteme in tako postal prvi obsojeni mladoletni heker. Oblasti so ga zmotno preiskovale zaradi Gonzalesove kraje kreditnih kartic in zato je leta 2008 storil samomor. Bil je namreč prepričan, da ga bodo zaprli.
- Gary McKinnon je škotski heker, ki je med letom 2001 in 2002 vdrl v več kot sto računalnikov ameriške vojske in vesoljske agencije Nasa. Izbrisal je ogromno zaupnih podatkov, uničeval varnostne kopije datotek in se poigraval z občutljivo programsko opremo. Ameriško vlado je popravilo škode, ki jo je povzročil, stalo skoraj milijon dolarjev. McKinnon se svojega početja ni sramoval in ga ni poskušal skriti, temveč je ameriški vojski napovedal, da jih ne bo pustil pri miru, dokler ga ne ujamejo.
- Adrian Lamo oziroma brezdomni heker (The homeless hacker) si je ime na prelomu tisočletja ustvaril z vdiranjem v strežnike Microsofta, Googla, Yahooja in ameriškega časopisa The New York Times. Vzdevek Brezdomni je Lamo pridobil zato, ker za svoje hekerske vdore nikoli ni uporabljal lastnega računalnika, temveč je v druge sisteme vdiral le iz javnih mest. Uporabljal je računalnike v knjižnicah, internetnih kavarnah ter na univerzah. [5]